# Jarnsaksa (luna)
Jarnsaksa je retrogradni naravni satelit Saturna iz Nordijske skupine.

## Odkritje in imenovanje
Luno Jarnsaksa so odkrili  Scott S. Sheppard, David C. Jewitt, Jan Kleyna, in Brian G. Marsden 26. junija leta 2006 na posnetkih, ki so jih naredili med 5. januarjem in 29. april 2006. Njeno začasno ime je bilo S/2006 S 6. Uradno ime je dobila leta 2007 po velikanki Jarnsaksi iz nordijske mitologije